# Sikhism

Khanda är en symbol för sikhism. Den består av ett svärd, khanda, en chakkar (en metallring) samt två dolkar, miri och piri

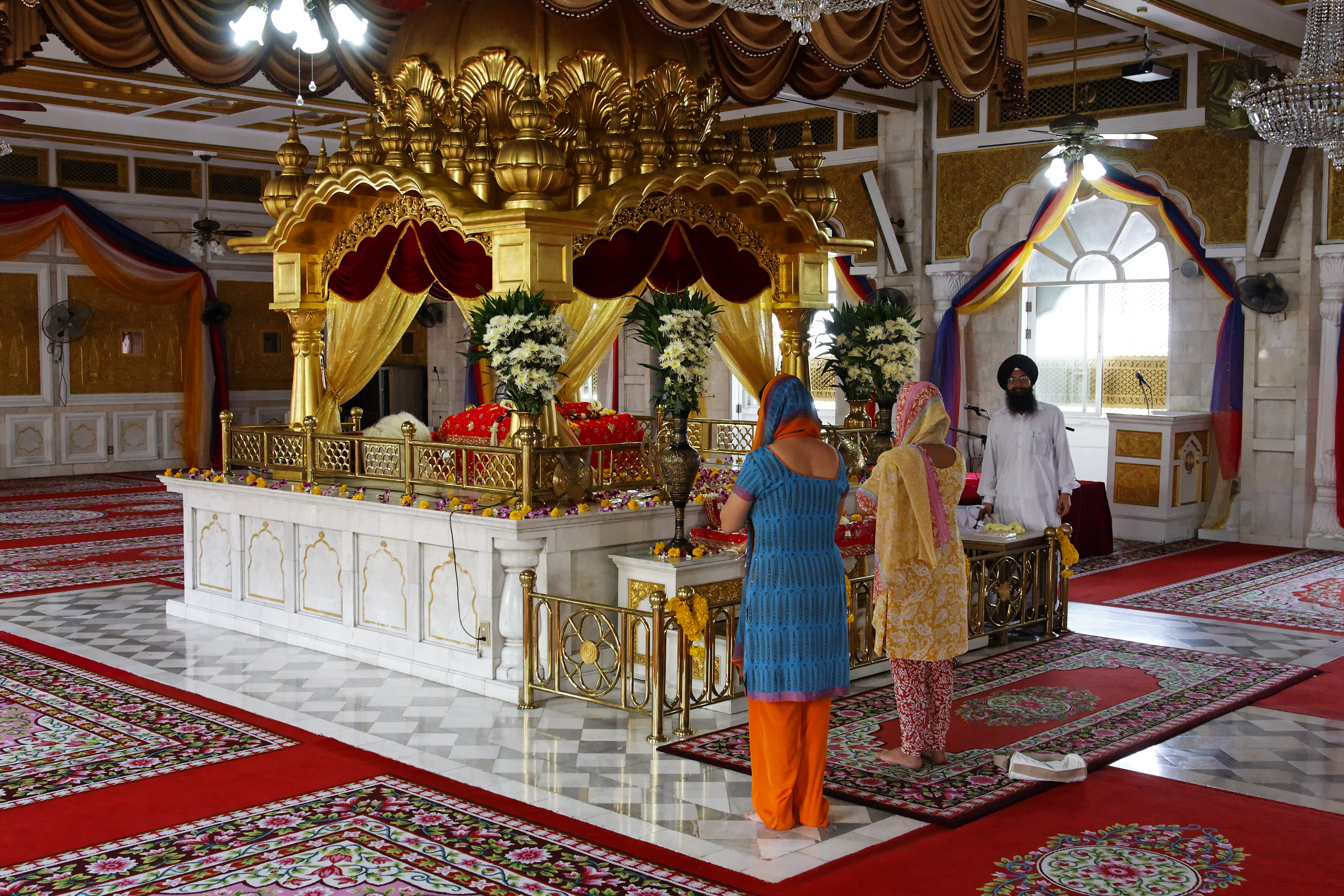
Gurdwara Sri Guru Singh Sabha, Bangkok, Thailand

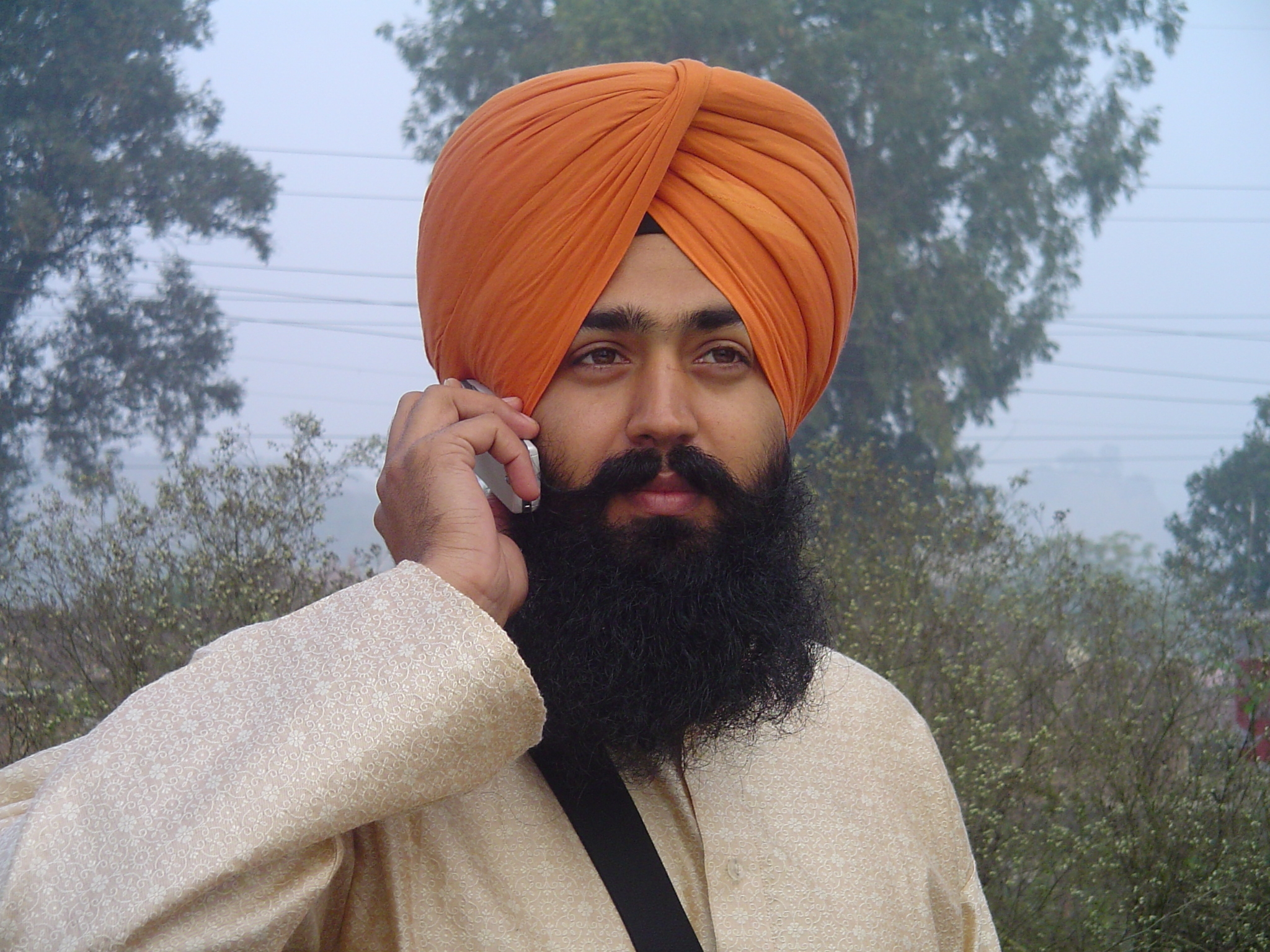
En sikhisk man.

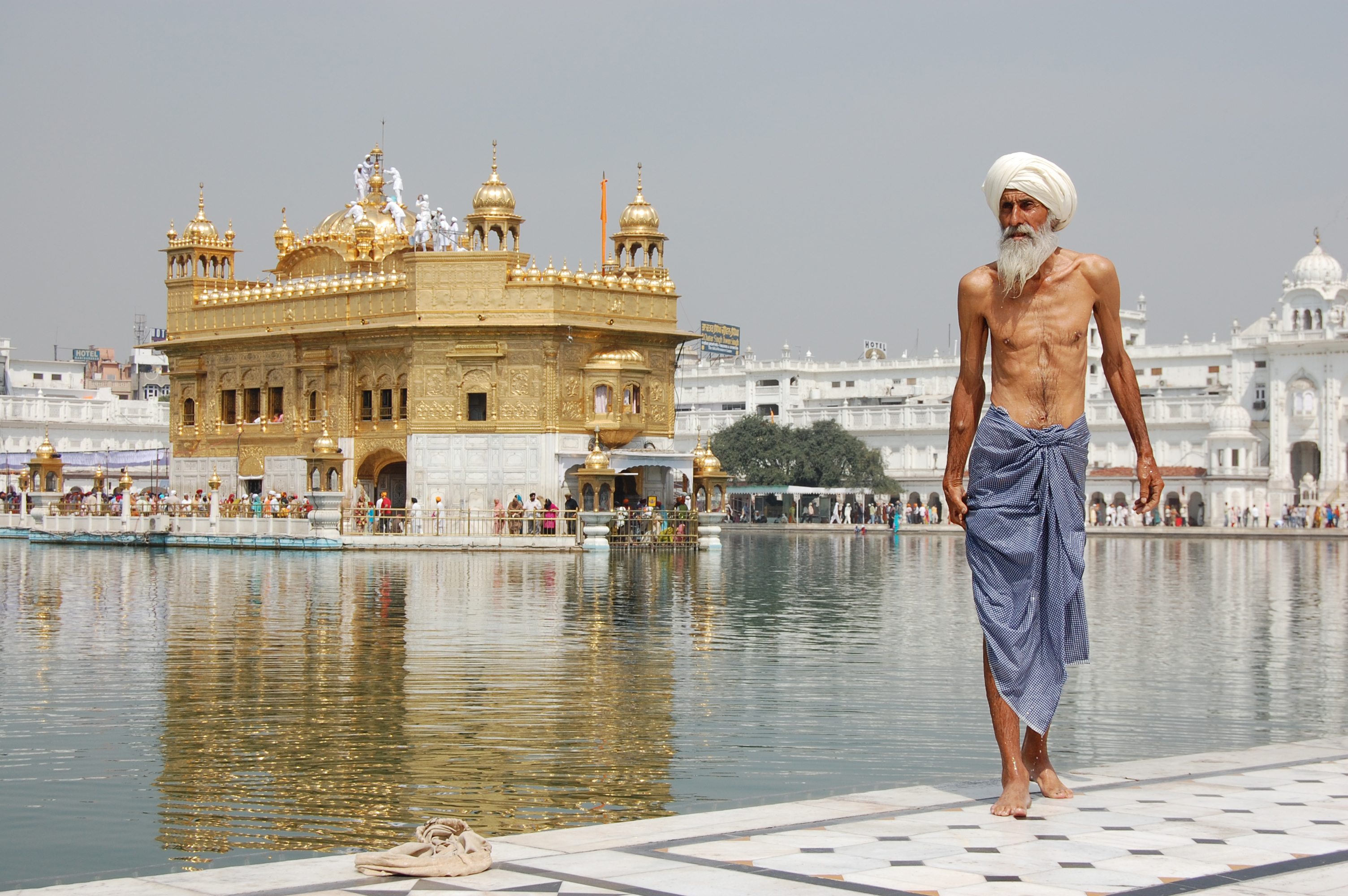
Sikhisk pilgrim, som just tagit ett rituellt bad, vid det Gyllene Templet (Harmandir Sahib) i Amritsar, Indien

Sikhism är en indisk religion med omkring 25 miljoner utövare. De allra flesta är bosatta i Indien, framför allt i delstaten Punjab, men det finns även många sikher i USA, Kanada och Storbritannien. Sikhismens anhängare kallas sikher.

## Religiöst bruk
Sikhism är, till skillnad från hinduismen, monoteistisk. Den grundades av Guru Nanak år 1499. Ordet sikh betyder lärjunge (punjabi). Religionen tar avstånd från kastsystemet och betonar jämlikhet. En sikh skall avstå från alkohol och narkotika. Den tionde gurun, Guru Gobind Singh, grundade Khalsa-orden, som är en militär, men främst en religiös orden. Man brukar nämna de fem K:na: 
- kesh: vårdat men oklippt hår på huvudet, som täcks av huvudbonad (keski/turban), samt skägg. Detta symboliserar andlighet.
- kangha: en kam för hår och skägg. Används även för att sätta upp håret och symboliserar andlig disciplin samt hygien.
- kirpan: en dolk som symboliserar värdighet och självrespekt.
- kacchera: vita underbyxor som representerar sexualmoral.
- kara: armring av järn som bärs på handleden och symboliserar evigheten, tron på en Gud, sikhernas gemenskap med Gud och de sikhiska medlemmarna.

Den invigde mannen får tillnamnet singh (som betyder lejon på punjabi) och den invigda kvinnan tillnamnet Kaur (=prinsessa). Pahul kallas sikhismens konfirmation. Den heliga skriften heter Adi Granth och kallas även Sri Guru Granth Sahib. Guru Gobind Singh, den siste levande gurun, beslutade att han inte skulle ha någon annan efterträdare än skriften och khalsa. Adi Granth förvaras och läses i Gyllene templet i Amritsar och övriga Gurdwaras runt om världen.
Gudstjänstlokalen kallas gurdwara och är inte enbart ett utrymme för gudstjänst, såsom en kyrka, utan här finns vanligtvis bland annat utrymmen för studier, matsal och sovsalar för pilgrimer. I gurdwaran har man huvudet täckt och fötterna bara och rena.
Ordet gurdwara betyder Guruns dörr. Man äter langar tillsammans, sittande på golvet sida vid sida, oavsett rang eller kön eller religion, som en symbolhandling för den sikhiska jämlikhetstanken.
Sikhismen förespråkar religionsfrihet och jämlikhet mellan man och kvinna.

## Historia
Guru Nanak Dev (1469–1538 e.Kr.) som grundade sikhismen föddes i byn Talwandi nära Lahore i dagens Pakistan. Hans far Mehta Kalu var bokhållare. Han hade också en äldre syster, Bibi Nanki som sägs ha blivit hans första lärjunge. Han gjorde under sin livstid långa resor.
År 1538 utsåg han sin lärjunge Lehna till sin efterträdare. Lehna tog namnet Guru Angad Dev. Han efterträddes i sin tur av Guru Amar Das 1552. Guru Amar Das påbjöd kvinnans jämställdhet, förbud mot änkebränning, Sati, bruket att hustrun ska kasta sig på sin makes likbål samt införde obligatorisk Langar, en gratis måltid, serverad till alla som gästar Gurdwaras (sikhiskt tempel) och som intas tillsammans sittande på golvet – bredvid varandra på samma nivå, oavsett religion, samhällsklass och andra olikheter – alla är lika mycket värda inför gud. Guru Amar Das hade 140 lärjungar, varav 52 kvinnor. Innan hans bortgång 1574 utnämnde han sin svärson Jetha som efterträdare.
Jetha tog namnet Guru Ram Das. Han grundade staden Ramdaspur, dagens Amritsar och planerade byggandet av det Gyllene templet där.
Guru Ram Das efterträddes redan 1581 av sin yngste son Guru Arjan Dev. Denne genomförde byggandet av det Gyllene Templet och sammanställde Adi Granth till sikhernas heliga skrift.
Guru Har Gobind blev sikhernas sjätte guru 1604. Under hans tid byggde sikherna upp sin militära styrka och han bar själv två svärd, ett sakralt svärd och ett världsligt. Han efterträddes 1644 av sin sonson Guru Har Rai som i sin tur efterträddes 1661 av den 5-årige sonen Guru Har Krishnan. Denne efterträddes 1665 av Guru Teg Bahadur som halshöggs 1675 av mogulrikets kejsare Aurangzeb när han vägrade omvända sig till islam.
Dennes son Guru Gobind Singh blev sikhernas tionde och siste guru. Han bestämde att Guru Granth Sahib, sikhernas heliga text, skulle vara sikhernas andlige ledare i religiösa frågor för all framtid.
År 1713 led sikherna ett militärt nederlag mot mogulriket men detta var samtidigt försvagat och några år senare kunde sikherna bygga upp ett rike. Efter Nadir Shahs invasion och återtåg samt under de följande striderna mellan mogulväldet och afghanerna satte de sig i besittning av större delen av Punjab. Från ett krigiskt religionssamfund blev de en territorial makt. De bildade tolv självständiga samhällen,
misaler, med egna hövdingar. Genom den religiösa kulten sammanhölls dessa misaler till ett slags teokratisk federativrepublik. 
En av sikhernas ledare, Ranjit Singh, underlade sig sedan början av 1790-talet alla sikhstaterna norr om Sutlej och grundade Sikh-imperiet. Efter hans död, 1839 skakades landet av inre stridigheter. Ett första krig mot britterna ledde till rikets delning (1846) och ett andra krig till dess fullständiga upplösning samt till hela Punjabs införlivande med Brittiska Indien.

## Teologi
Sikhismen förkastar det hinduiska kastsystemet, men behöll läran om återfödsel. Läraren, gurun, spelar en stor roll i förmedlandet mellan den ende Guden och människan. Dessa guruer är de tio första guruerna. När den tionde dog bestämde han att man skulle använda deras heliga skrift framöver som lära. Grundaren Nanak betonar starkt den inre mystiska upplevelsen av Gud och rekommenderade meditation över Guds namn. Gud är tidlös, osynlig och har ingen form. En del av sikhismens utövande ligger i reciterandet av Nitnem som är en samling sikhiska hymner, vilket ska ske dagligen.

## De sikhiska guruerna
1. Guru Nanak (1469–1539)

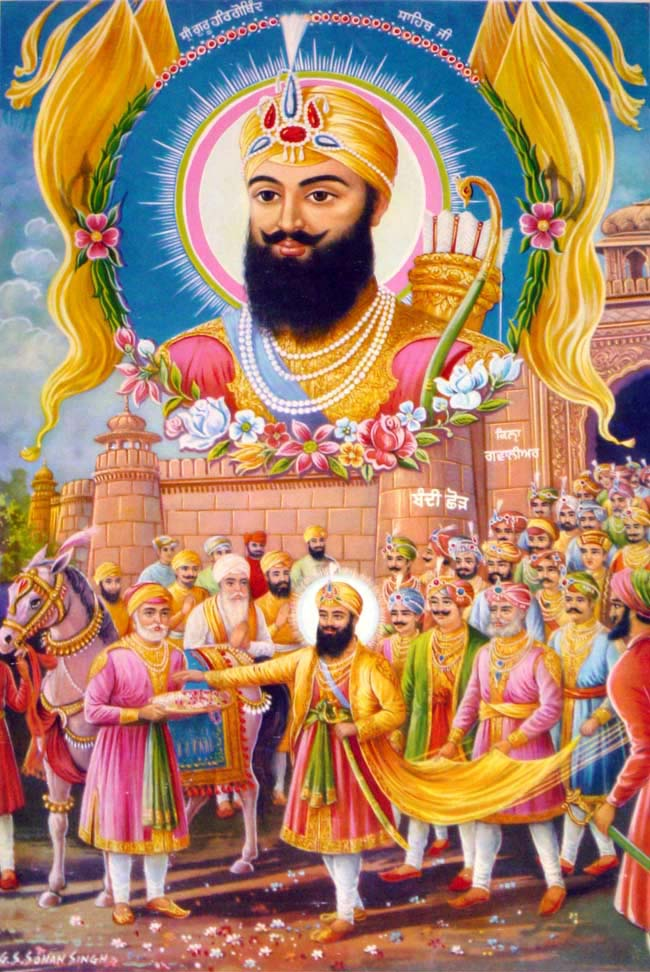
Guru Hargobind.

2. Guru Angad (1504–1552), guru 1539–1552
3. Guru Amar Das (1479–1574), guru 1552–1574
4. Guru Ram Das (1534–1581), guru 1574–1581
5. Guru Arjan (1563–1606), guru 1581–1606
6. Guru Hargobind (1595–1644), 1606–1644
7. Guru Har Rai (1630–1661) , guru 1644–1661
8. Guru Har Krishan (1656–1664), guru 1661–1664
9. Guru Tegh Bahadur (1621–1675), guru 1664–1675
10. Guru Gobind Singh (1666–1708), guru 1677–1708

Guru Gobind Singh förklarade 1708 att Adi Granth är den eviga gurun och att sikhernas heliga bok hädanefter skulle heta Guru Granth Sahib.

## Sverige
Sikhismen har en representant i Sveriges interreligiösa råd. Sikhismen erhåller i dagsläget inte statsbidrag från Myndigheten för stöd till trossamfund.